# St. Peter und Paul (Alconbury)

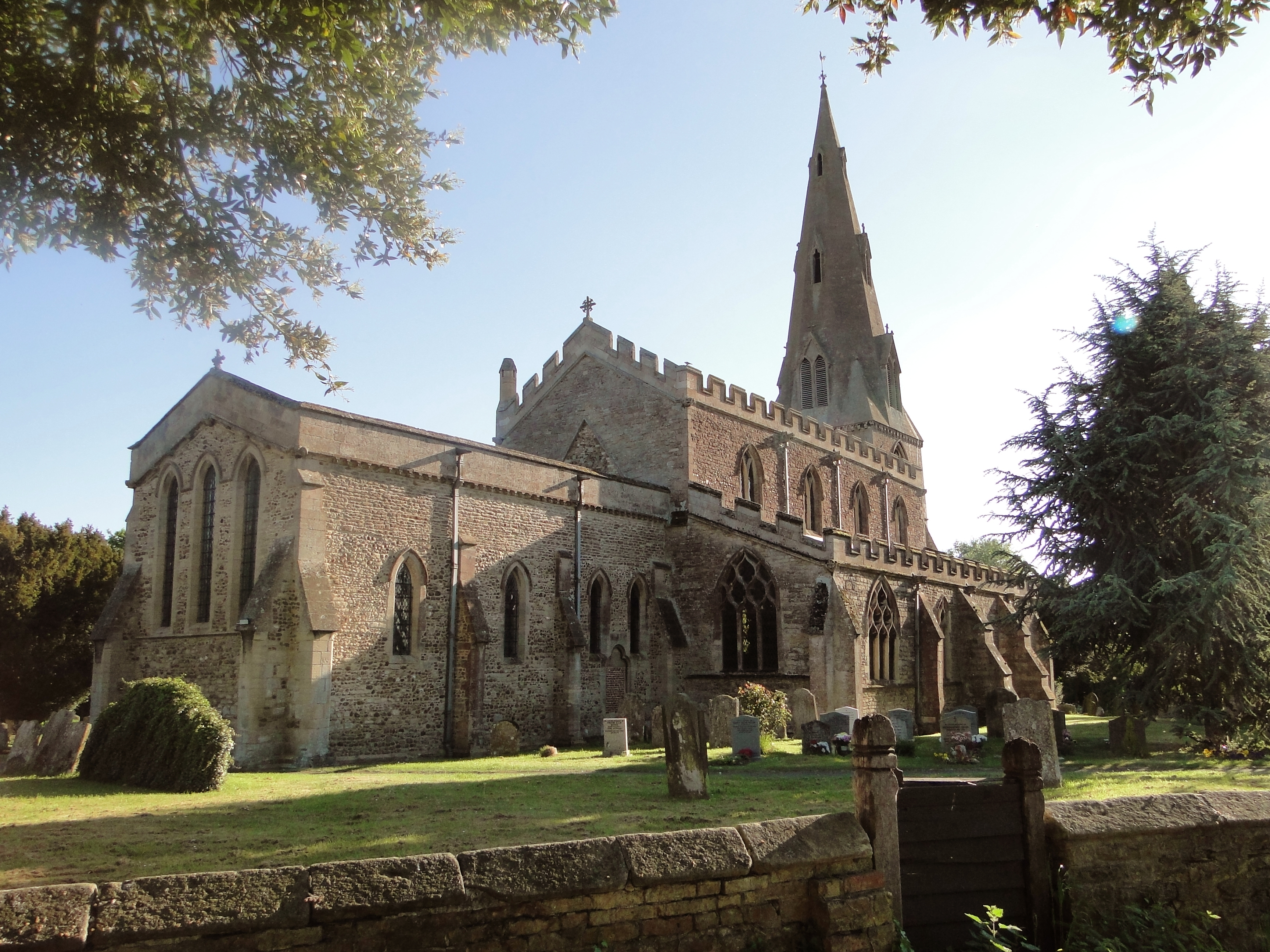
Alconbury, St. Peter und Paul, Ansicht von Westen

Die Kirche St. Peter und Paul ist die anglikanische Pfarrkirche von Alconbury in England. Wie viele englische Dorfkirchen ist sie eine Mischung verschiedener Baustile vom 12. bis zum 19. Jahrhundert. Sie wurde von Heinrich II. der Merton Priory in Surrey geschenkt, die ab etwa 1220 einen Vikar einsetzte. Nach der Trennung von der Katholischen Kirche wurden von Heinrich VIII. das Recht, einen Vikar einzusetzen, und das Pfründenbesetzungsrecht an den Vorsteher und das Kapitel der Abtei Westminster übertragen, die es bis heute ausübt.
Die Kirche wird heute auch von der Methodistischen Gemeinde genutzt.

## Lage
Alconbury liegt nördlich von Huntingdon an der A1. Die Kirche liegt inmitten eines Friedhofs am nördlichen Ortsrand von Alconbury.

## Beschreibung

### Außenbau

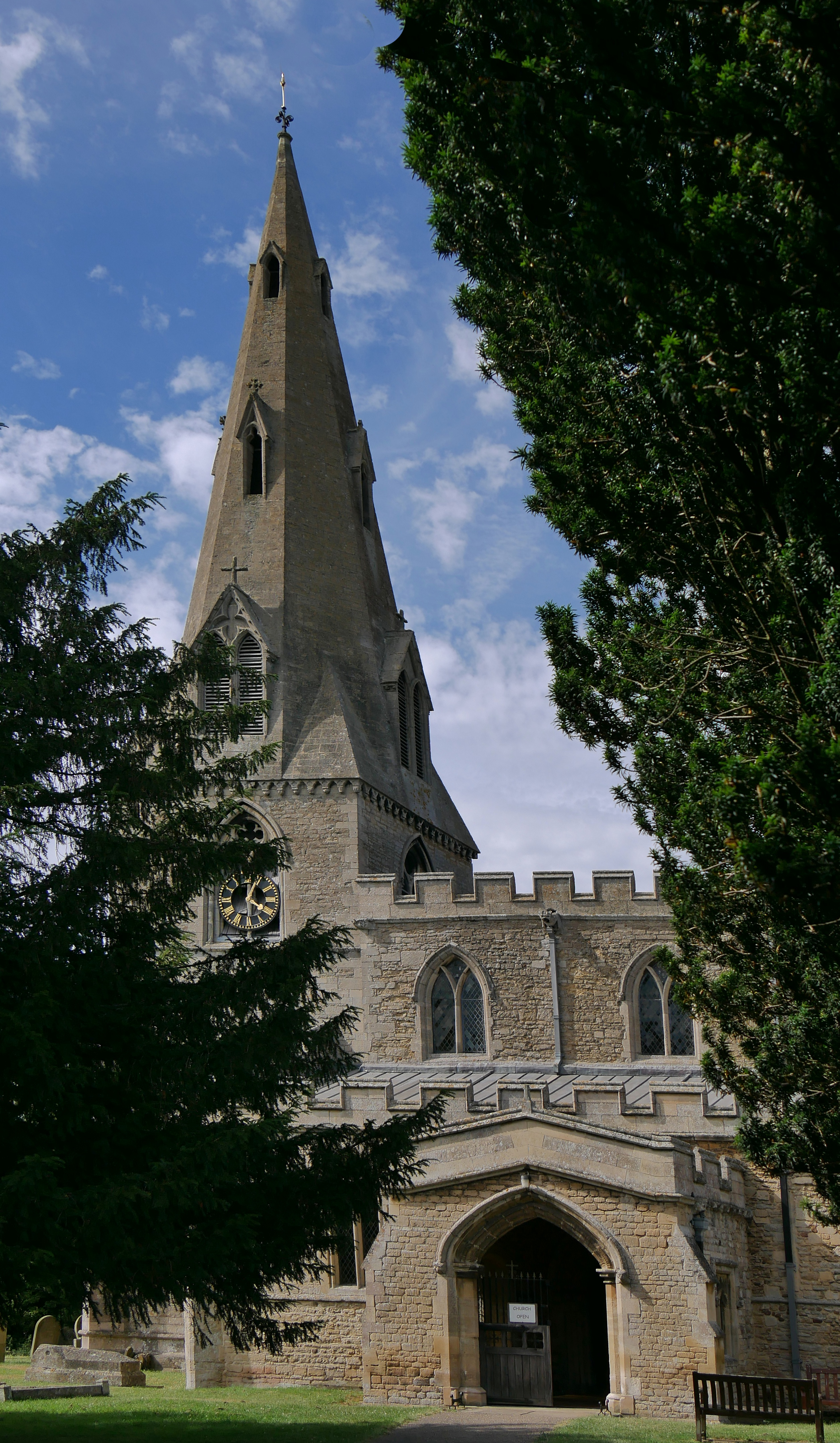
Südliche Vorhalle und Turm

Die südliche Vorhalle wurde 1340 errichtet und im 15. Jahrhundert verschönert. Neben der Kirche liegt ein großer flacher Stein mit einer heute nicht mehr lesbaren Inschrift. Der Überlieferung nach war dies einst die Deckplatte des Grabes von Anthonina (gest. 1598), der Frau des Bischofs William Wickham, das sich früher im Kirchenschiff befand. An der Nordseite der Kirche befindet sich ein zweiter Eingang, der mit Ziegeln aus dem 17. Jahrhundert vermauert wurde. Bemerkenswert sind auch die gotischen Wasserspeier. Sie symbolisieren Teufel, die aus der Kirche hinausgeworfen wurden.

### Turm
Der Turm stammt ursprünglich aus dem 13. Jahrhundert und wurde 1877 restauriert. Er wird von einer um 1300 erbauten Spitze gekrönt. In ihm hängen sechs Glocken. An der ältesten befindet sich die Inschrift „Thomas Norris made me 1673“. 1876 waren drei der fünf damaligen Glocken gesprungen und wurden umgegossen. Aufgrund von Stabilitätsproblemen kann derzeit nur eine einzige Glocke zum Gottesdienst geläutet werden.

### Innenraum
Der dominierende Stil des Innenraums ist Early English. Der Chor ist ein schönes Beispiel der Architektur des 13. Jahrhunderts. Die Köpfe, die hier und in der ganzen Kirche zu finden sind, sind wahrscheinlich Porträts oder Karikaturen von Personen aus der Region. Bemerkenswert ist die Holzdecke aus dem 15. Jahrhundert mit geschnitzten Schlusssteinen, gewölbten und geformten Balken sowie Engeln mit ausgestreckten Flügeln. Sie ersetzte einen hochgezogenen Dachstuhl.
Das Kirchenschiff wurde im 14. Jahrhundert errichtet. Es besteht aus einem Hauptschiff und zwei mit je vier Bögen abgetrennten Seitenschiffen. Haupt- und Seitenschiffe besitzen Holzdecken. Die Ausmaße des früheren hochgezogenen Dachstuhls sind über dem Triumphbogen zu erkennen. Die Wände des Schiffs waren, wie die des Chors, früher verputzt. Wann dieser Putz abgeschlagen wurde, ist nicht überliefert.
Eine St.-Petrus-Figur und die Fresken der vier Evangelisten, der zwölf Apostel und der zwölf Patriarchen wurden während des Commonwealth of England zerstört, ebenso die mittelalterlichen Altäre.

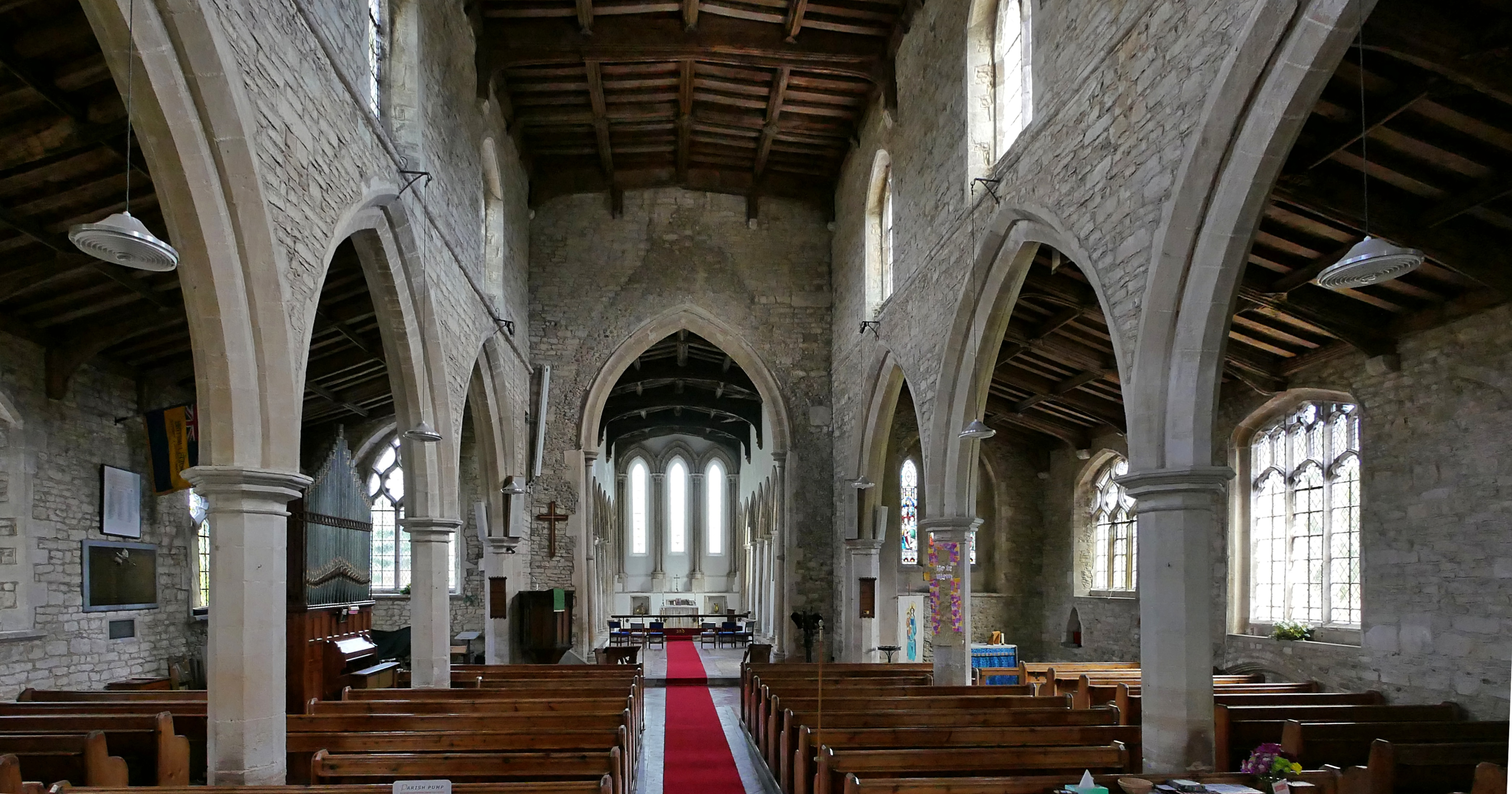
Blick durch die Kirche
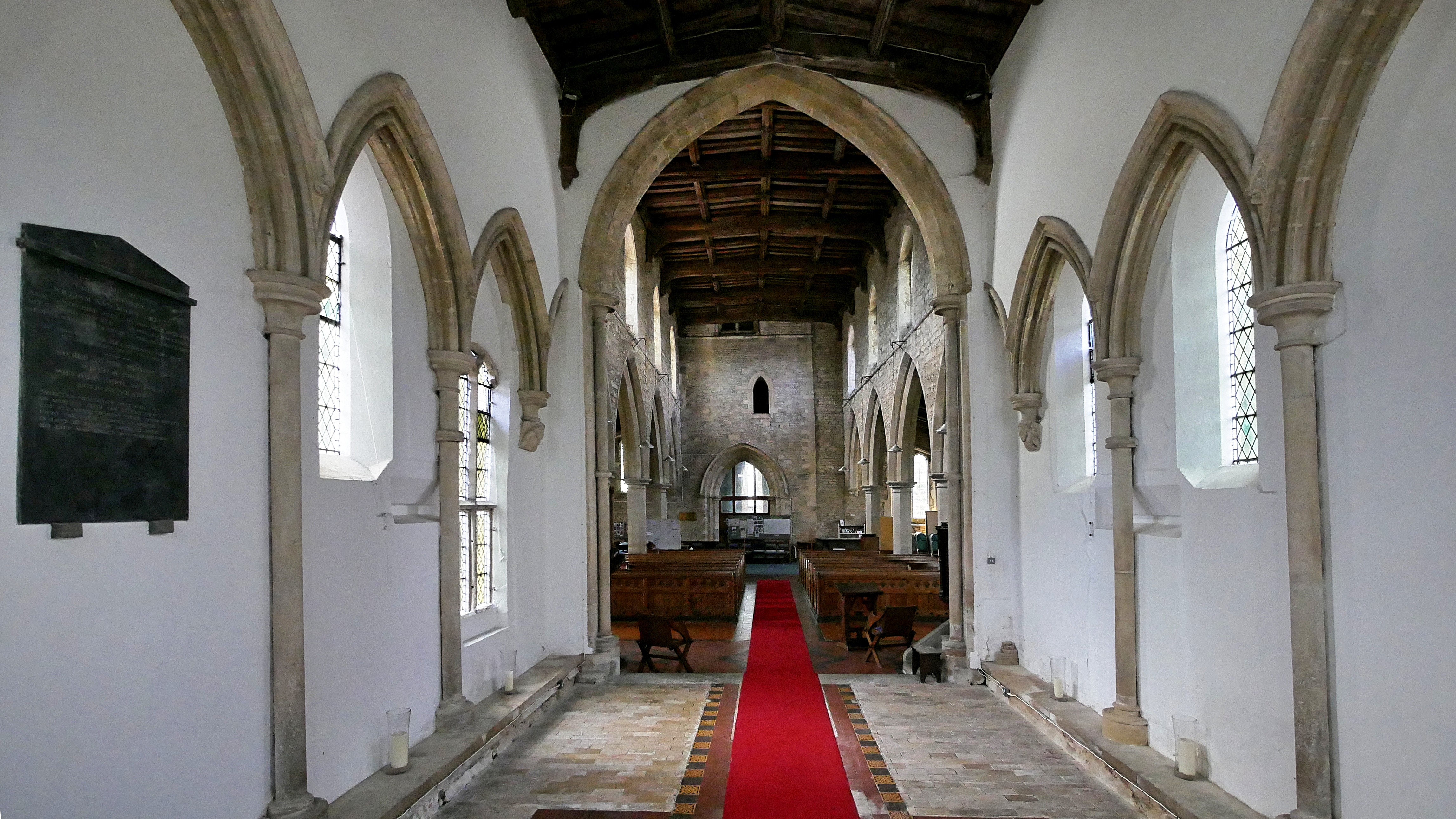
Blick vom Altar ins Langhaus
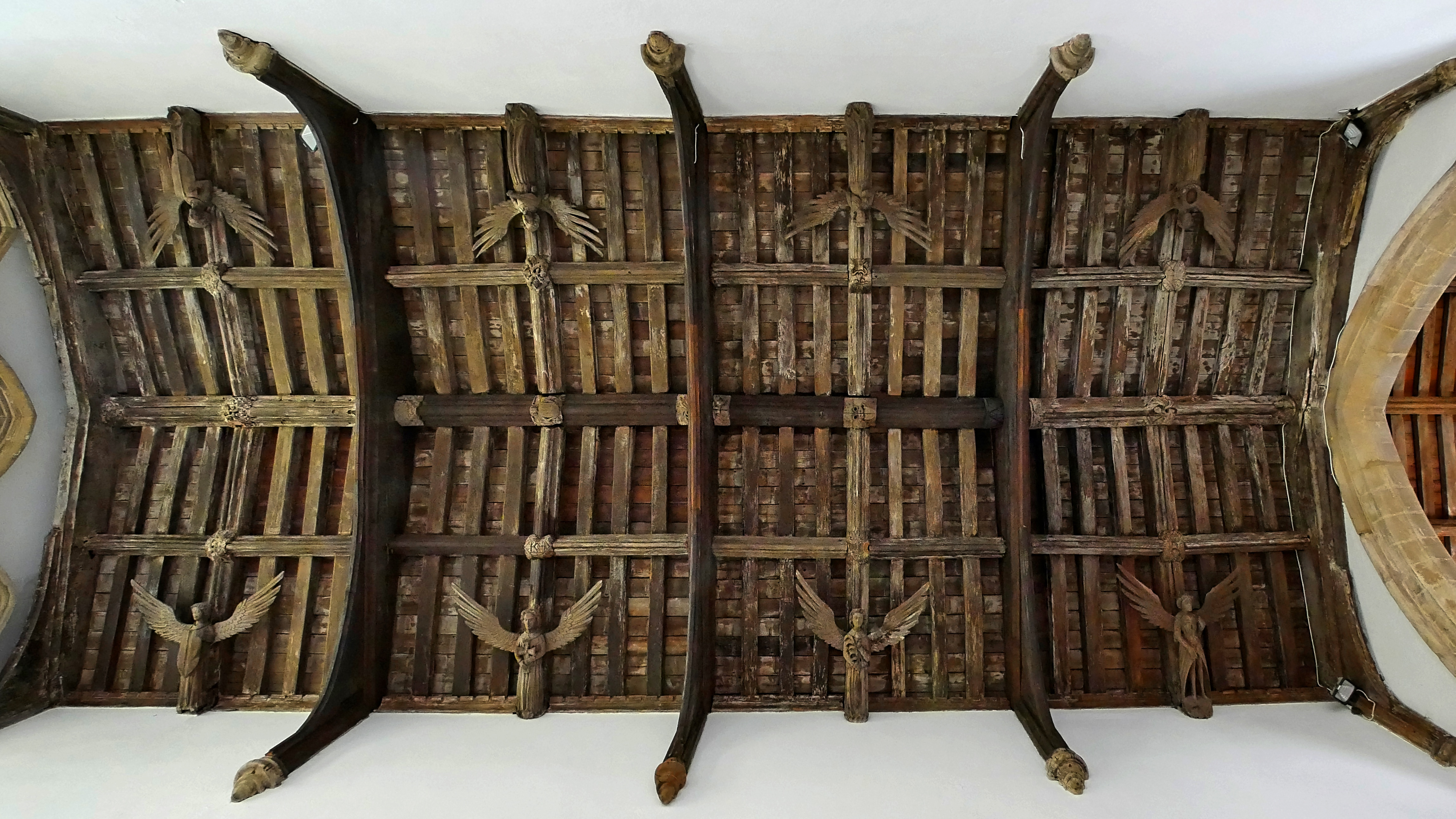
Holzdecke über dem Chor